# Касьянова, Елена Николаевна
Елена Николаевна Касьянова (род. 6 марта 1960, Смирных, Сахалинская область) — российский государственный деятель. Первый заместитель министра социальной защиты Сахалинской области. Министр социально защиты Сахалинской области. Бывший мэр Охинского района. Председатель Сахалинской областной Думы.

## Биография
Родилась 6 марта 1960 года в посёлке Смирных Поронайского района Сахалинской области. В 1983 году окончила Новосибирский электротехнический институт связи имени Н. Д. Псурцева по специальности «Экономика и организация связи». С 1985 по 1996 годы работала экономистом на целлюлозно-бумажном заводе в Поронайске. До 2007 года работала в администрации Поронайского района, начала работать специалистом отдела по защите прав потребителей торговли и услуг, поднявшись по карьерной лестнице до начальника отдела экономического развития. С октября 2007 года — работает в системе социальной защиты Сахалинской области. До 2010 года возглавляла управление социальной защиты Поронайского района, затем была первым заместителем министра социальной защиты. С октября 2011 года по апрель 2021 года — министр социальной защиты Сахалинской области. В апреле 2021 года вступила в должность главы Охинского района.
11 сентября 2022 года избрана депутатом Сахалинской областной Думы восьмого созыва. 29 сентября 2022 года избрана Председателем Сахалинской областной Думы восьмого созыва. Член Всероссийской политической партии «Единая Россия», член фракции «Единая Россия» в Сахалинской областной Думе.